# ラピーア駅 (ミシガン州)
ラピーア駅（英語：Lapeer Station）はミシガン州ラピーア ハワード・ストリート73にある駅。 全米各地を結ぶ旅客鉄道のアムトラックが乗り入れている。

## 概要
当駅は1906年グランド・トランク・ウェスタン鉄道によって建てられた。2004年には塔や屋根の交換、往時への塗装、雨樋、照明、看板、幅木の交換を総額220,000ドルをかけて復元工事を行った。

## 利用可能な鉄道路線／列車
アムトラックの停車する列車は下記の通り。
シカゴとポートヒューロン間の昼行中距離列車ブルー・ウォーター号… 1日1往復停車